# Edmond Bauer
Pour les articles homonymes, voir Bauer.
Henry Edmond Georges Bauer, né le 26 octobre 1880 dans le 8e arrondissement de Paris et mort le 17 octobre 1963 dans le 5e arrondissement de Paris, est un physicien français, professeur à la Faculté des sciences de Paris.

## Biographie
Agrégé de physique, il abandonne rapidement l'enseignement pour se tourner vers la recherche.
Il sera le premier assistant de Jean Perrin à la Sorbonne, un ami et un proche collaborateur de Paul Langevin dont il dirigera le laboratoire de physique générale au Collège de France dans les années 30.
Durant la Seconde Guerre mondiale, comme Juif, il se réfugie d'abord à Vichy puis en Suisse. Avec son épouse et sa belle-mère, il entre clandestinement en Suisse, aidé par son fils, Étienne Bauer, qui retourne en France, dans la Résistance.
Après la guerre, Il devient le directeur du laboratoire de chimie-physique matière et rayonnement de la Faculté des sciences de l'Université de Paris de 1945 à 1953 et le titulaire de la chaire de chimie physique, succédant ainsi à Jean Perrin.
Il est inhumé au cimetière du Montparnasse (division 25, petit cimetière).

## Famille
Edmond Bauer était le frère de la pédagogue Alice Hertz-Bauer et le beau-frère de l'anthropologue Robert Hertz.
Il a eu quatre enfants avec Renée Kahn : Anne-Marie, Michel, Jean-Pierre et Étienne,.

## Publications
- Introduction à la théorie des groupes et à ses applications à la physique quantique, Ed. J. Gabay , 1991.
- La science moderne de 1450 à 1800, Paris, PUF, 1995.
- Applications de la thermodynamique statistique aux phénomènes chimiques, Paris, Tournier et Constans, 1953.
- Champs de vecteurs et de tenseurs, introduction à l'électromagnétisme, Paris, Masson, 1955.
- La Constante de la loi de Stefan, avec Marcel Moulin, Paris, Journal de physique, 1910.
- Critique des notions d'éther, d'espace et de temps, cinématique de la relativité, préface par Henri Berr, Paris, Hermann, 1932.
- Le Déterminisme, avec Albert Châtelet, Ernest Kahane, Paul Labérenne et Jacques Moreau, Les Cahiers rationalistes, N° 152, janvier 1956.
- Constantes universelles, élasticité, compressibilité, dilatation thermique, Paris, Hermann, 1937.
- L'électromagnétisme hier et aujourd'hui, Paris, A. Michel, 1949.
- L'empêchement stérique, Paris, Presses documentaires, 1954.
- L'évolution de la physique et la philosophie, avec Louis de Broglie, Léon Brunschvicg, Abel Rey et Charles Serrus, préface par Henri Berr, Paris, F. Alcan, 1935.
- Introduction élémentaire à la physique nucléaire, Saclay, Institut national des sciences et techniques nucléaires, 1958.
- Ionisation, émission thermoionique, potentiels critiques, Paris, Hermann, 1941.
- La mesure des grandeurs, dimensions et unités, Paris, Hermann, 1939.
- Recherches sur le rayonnement, Paris, Gauthier-Villars, 1912.
- La théorie de Bohr, la constitution de l'atome et la classification périodique des éléments, Paris, Hermann, 1922.
- La théorie de la relativité, préface de Paul Langevin, Paris, Eyrolles, 1922.
- La théorie de l'observation en mécanique quantique, avec Fritz London, préface d'André Langevin, Paris, Hermann, 1939.
- Théorie quantique de la liaison chimique, Paris, Tournier et Constans, 1953.